# Jill Novick
Jill Novick est une actrice américaine née le 20 janvier 1966 dans l'État de New York. Elle joue Tracy Gaylian, la nouvelle copine de Brandon dans la 7e saison de Beverly Hills 90210.